# Řád přátelství mezi národy (Afghánistán)
Řád přátelství mezi národy (paštunsky د خلکو د دوستۍ امر‎) bylo státní vyznamenání Afghánské demokratické republiky založené roku 1980.

## Historie a pravidla udílení
Řád byl založen dne 24. prosince 1980. Udílen byl občanům státu i cizím státním příslušníkům, a to jak jednotlivcům, tak organizacím, podnikům, provinciím a městům. Udílen byl za vynikající práci při prosazování a posilování bratrského přátelství mezi všemi národy v Afghánistánu. Dále byl udílen za úspěchy v oblasti práce zaměřené na růst a posílení národního hospodářství Afghánské demokratické republiky, za vynikající službu při budování státu, za politický rozvoj, za obohacování a vzájemnou kulturní výměnu mezi kmeny a národy Afghánistánu, za aktivní podíl na vzdělávání občanů v duchu přátelství a proletářského internacionalismu a za oddanost vlasti. Udělen mohl být i za zásluhy o posílení obranné síly státu. Po zániku Afghánské demokratické republiky v roce 1992 řád zanikl.

## Insignie
Řádový odznak je vyroben z pozlaceného stříbra. Má tvar pěticípé hvězdy. Mezi jednotlivými cípy hvězdy je pět zlacených konvexních paprsků. Uprostřed hvězdy je velký kulatý medailon. Medailon je lemován bíle smaltovaným kruhem se zlatým nápisem v paštunštině znamenajícím Afghánská demokratická republika a ve spodní části kruhu je nápis znamenající přátelství národů. Uprostřed medailonu je na zlatém pozadí stylistické vyobrazení modře smaltované zeměkoule se zlatým ztvárněním poledníků, rovnoběžek a kontinentů. Na zadní straně odznaku mohlo být vyraženo sériové číslo vyznamenání. Odznak je připojen ke stuze pomocí jednoduchého očka.
Stuha z hedvábného moaré široká 24 mm je červená.